# HSC Leu 06 Brunswick
Maillots
Le HSC Leu 06 Brunswick est un club allemand de football localisé dans le district de Heidberg dans la Ville-Arrondissement de Brunswick en Basse-Saxe.
Le club comporte aussi un département de Gymnastique pour enfants.

## Histoire
Le club fut créé le 24 mai 1906 sous l’appellation SC Leu 06 Braunschweig.
De sa création jusqu’au terme de la Seconde Guerre mondiale, le club resta assez anonyme dans les ligues locales et régionales.
En 1945, le club fut dissous par les Alliés, comme tous les clubs et associations allemands (voir Directive n°23). Il fut ensuite rapidement reconstitué sous l’appellation de MTV Braunschweig.
À partir de 1947, la DFB reprit la pleine totalité de des prérogatives qu’elle avait du abandonner lors de l’arrivée au pouvoir des Nazis en 1933 (voir DRL/NSRL. La fédération nationale allemande créa cinq ligues, les Oberligen de niveau 1. La région Nord fut couverte par l’Oberliga Nord. Directement sous celle-ci se trouvèrent des ligues dont le nom et la structure varia selon les localistations. En Basse-Saxe, fut ouverte une ligue nommée Landesliga et qui fut subdivisée en cinq groupes: Braunschweig, Bremen, Hannover, Hildesheim, et Osnabrück (celui-ci prit le nom de Weser-Ems pour la saison 1948-1949).
Le MTV Braunschweig fut versé dans la Landesliga, Groupe Braunschweig qu’il remporta lors de la première saison.
À partir de 1949, les cinq groupes furent regroupés pour former la plus haute ligue régionale dénommée Amateuroberliga Niedersachsen (partagée en deux groupes Est et Ouest). Le MTV Braunschweig rejoignit la Amateuroberliga Niedersachsen Ost.
À la fin de la saison 1953-1954, le club reprit l’appellation de SC Leu 06 Braunschweig. Le club resta longtemps calfeutré dans le milieu du classement de cette ligue. De 1960 à 1962, il en remporta le titre trois fois consécutivement, mais échoua lors du tour final pour la montée en Oberliga. Le SC Leu 06 fut encore vice-champion derrière le VfL Wolfbsburg en 1963, puis 3e l’année suivante.
À partir de la saison 1964-1964, les deux groupes fusionnèrent pour former la Amateuroberliga Niedersachsen. Cette ligue était passée au niveau 3 à la suite de la création de la Bundesliga et l’instauration des Regionalligen, au niveau 2.
En 1967, le SC Leu 06 Braunschweig fut vice-champion derrière le Hannover SV 96 II. La saison suivante fut en demi-teinte mais à la fin du championnat 1968-1969, il décrocha le titre. À l’occasion du tour final, le club gagna le droit de monter en Regionalliga Nord.
Le SC Leu 06 Braunschweig presta quatre saisons au niveau 2 puis redescendit en Amateuroberliga Niedersachsen. Cette ligue qui devint de niveau 4 à partir de 1974 à la suite de l'instauration de la 2. Bundesliga et l’établissement de l’Oberliga Nord en tant que niveau 3 unifié pour la région Nord.
Le SC Leu s’accrocha en fond de classement pendant quatre ans, mais ne put éviter la descente vers le niveau 5 en fin de championnat 1976-1977.
Jusqu’en 1979, le club changea plusieurs fois de localisation. Ensuite, il s’installa au Bezirkssportanlage d’Heidberg. IL ajouta alors la lettre H à sa dénomination pour devenir le HSC Leu 06 Braunschweig. Il ne recula ensuite dans les la hiérarchie régionale et locale.

## Palmarès
- Champion de la Landesliga Niedersaschsen, Groupe Braunschweig: 1948.
- Champion de la Amateuroberliga Niedersachsen Ost: 1960, 1961, 1962.
- Vice-champion de la Amateuroberliga Niedersachsen Ost: 1963.
- Champion de la  Amateuroberliga Niedersachsen: 1969.
- Vice-champion de la  Amateuroberliga Niedersachsen: 1967.